# Товстенська селищна територіальна громада
Товстенська селищна громада — територіальна громада в Україні, в Чортківському районі Тернопільської області. Адміністративний центр — селище Товсте.
Площа громади — 340,0 км², населення — 18 591 осіб (2020).
Утворена 22 листопада 2017 року шляхом об'єднання Товстенської селищної ради та Головчинської сільської ради Заліщицького району.
19 липня 2020 року, в результаті адміністративно-територіальної реформи та ліквідації Заліщицького району, увійшла до складу новоутвореного Чортківського району.

## Населені пункти
У складі громади 1 селище (Товсте) і 25 сіл:
- Ангелівка
- Антонів
- Буряківка
- Ворвулинці
- Гиньківці
- Головчинці
- Дорогичівка
- Королівка
- Кошилівці
- Лисівці
- Литячі
- Нагоряни
- Нирків
- Поділля
- Попівці
- Рожанівка
- Садки
- Свершківці
- Свидова
- Слобідка
- Солоне
- Устечко
- Хмелева
- Шипівці
- Шутроминці